# James Whale (présentateur radio)
Pour les articles homonymes, voir James Whale et Whale.
Michael James Whale (né le 13 mai 1951 à Ewell (Surrey) et mort le 4 août 2025) est une personnalité de radio, présentateur de télévision, animateur de podcast et auteur britannique. 
Il s'est fait connaître à partir des années 1980 en tant qu'animateur du James Whale Radio Show sur Radio Aire à Leeds, diffusé simultanément à la télévision nationale. De 1995 à 2008, Whale a animé une émission de radio nocturne sur Talksport (Talk Radio 1995-2000), suivie de passages sur LBC 97.3 et d'autres stations radios de la BBC.
James Whale est l'hôte de son podcast The James Whale Show et d'une émission de radio hebdomadaire nocturne sur talkRADIO . Il est connu comme un « shock jock », un présentateur/DJ controversé et franc, ce qui lui a valu quelques ennuis. En 2008, alors qu'il travaillait pour Talksport, il a été suspendu pour avoir exhorté les auditeurs à voter pour Boris Johnson lors des prochaines élections municipales à Londres. Il a ensuite abandonné une action en justice contre la station après avoir été suspendu. En 2018, il a été rapporté que James Whale avait de nouveau été retiré de l'antenne après avoir semblé rire d'une invitée qui parlait de son viol à l'antenne. TalkRadio a annoncé sa décision de suspendre James Whale dans l'attente d'une enquête complète, suite à l'interview de la journaliste Nichi Hodgson dans laquelle elle a révélé des détails sur son agression sexuelle. Écrivant pour The Guardian, Nichi Hodgson a déclaré qu'elle avait été « interrogée, ridiculisée et que son intégrité journalistique avait été remise en question » après avoir parlé de son expérience lors d'une discussion sur le flirt et le mouvement #MeToo contre le harcèlement sexuel. TalkRadio a déclaré que l'interview de James Whale avec Nichi Hodgson « manquait complètement de sensibilité » et avait été menée « d'une manière qui ne reflétait pas les valeurs de la station ». Il a ensuite été réintégré dans ses fonctions. En 2024, le Daily Mirror a rapporté que « James Whale a eu une violente dispute avec l'ancien patron du syndicat RMT, Steve Hedley, lors de son émission TalkTV au sujet de la Palestine avant de tenter de le faire sortir physiquement du studio » et a reçu des plaintes de certains auditeurs 